# Adarve

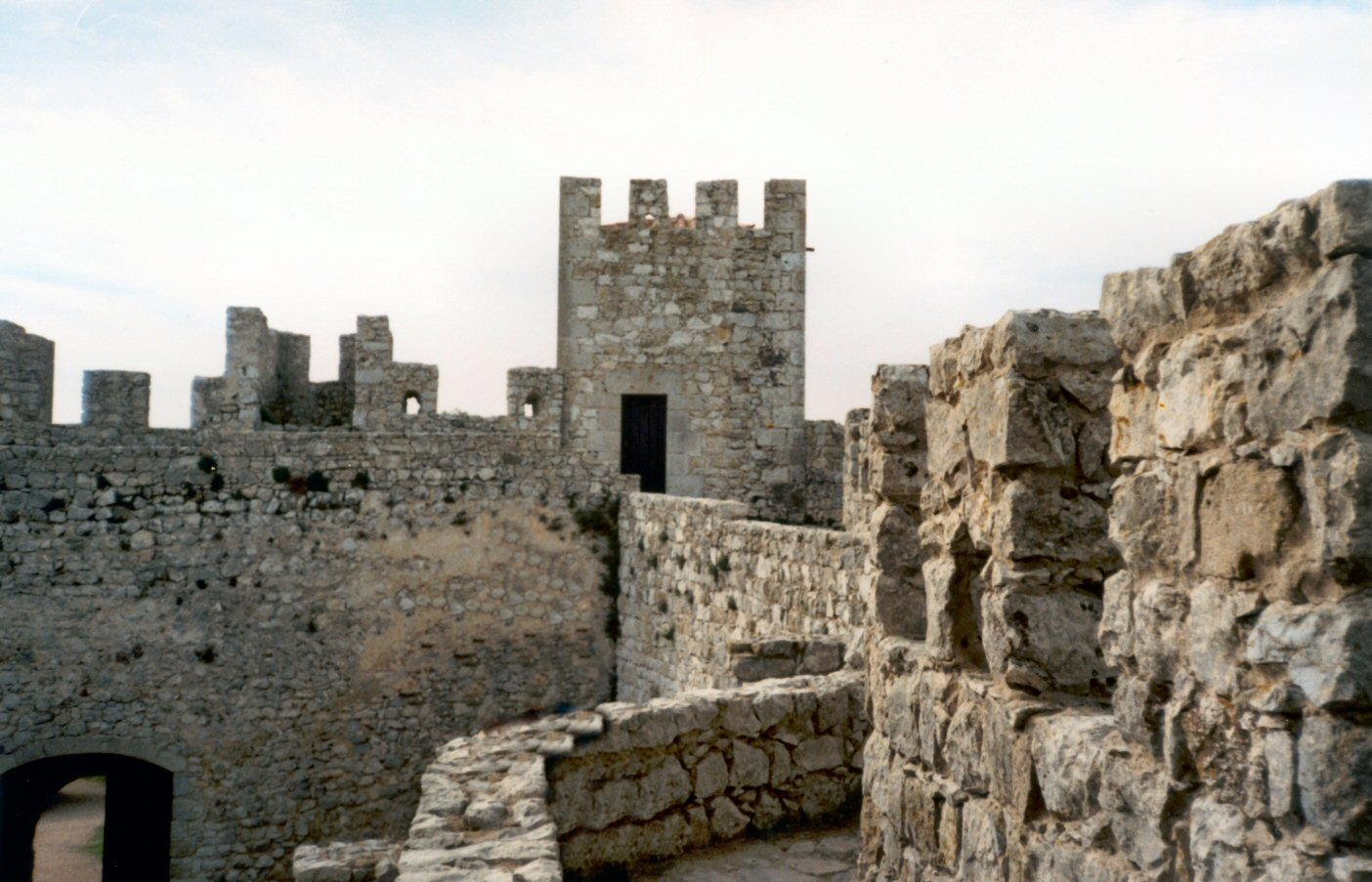
Adarve do Castelo de Sesimbra em Portugal.

Um adarve (do árabe "ad-darb" ou, segundo outras fontes, "adz-dzir-we" como "muro da fortaleza"), chamado também de caminho de ronda, em arquitectura militar é um caminho no topo dos muros de uma fortificação.
Elemento típico das fortificações medievais, em sua origem constituía-se em um caminho estreito acompanhando o topo das muralhas dos castelos, com a função de ronda dos sentinelas e de distribuição dos defensores. Era coberto externamente por um parapeito de alvenaria com ameias onde se rasgavam as seteiras, visando a protecção dos defensores. Estes corredores internos eram acedidos por escadas pelo interior das muralhas ou das torres.
O termo, num processo de ampliação de sentido, posteriormente passou a designar também os muros construídos com ameias nas fortalezas.